# Nilda Romero
Nilda Romero Santacruz es una abogada paraguaya que ocupaba el cargo de ministra en el Ministerio de la Mujer del Paraguay. Su etapa transcurrió desde el 15 de agosto de 2018 hasta el 6 de marzo de 2021.

## Biografía
Se graduó como abogada y notaria en la Universidad Nacional de Asunción (UNA), luego obtuvo un magíster en planificación y conducción estratégica nacional.
Fue concejal de Asunción entre 2001 y 2006. Luego directora de Políticas de Género entre 2010 y 2015. Desde 2015 trabajó en el TSJE como directora de Recursos Humanos, y luego fue asesora de la institución.
En agosto de 2018 fue designado como Ministra de la Mujer.
El 6 de marzo de 2021, tras las protestas en Paraguay, el presidente de la República Mario Abdo informó la decisión de la remoción de Nilda al cargo de ministra del Ministerio de la Mujer.